# Rød kæmpekænguru
Rød kæmpekænguru (Macropus rufus) er den største af alle kænguruer og den største af de nulevende pungdyr. Den findes ud over hele det australske fastland, bortset fra de mest frugtbare områder i syd, langs østkysten og de nordlige regnskove. Arten er meget almindelig og der foregår en nationalt reguleret, kommerciel jagt for kødets og pelsens skyld. Den røde kæmpekænguru har haft fordel af kunstige vandkilder etableret af hensyn til menneskets dyrehold. Den jages i nogle områder af dingoer.

## Beskrivelse
Arten er en meget stor kænguru med lange spidse ører og et firkantet snudeparti. Hanner har kort rødbrun pels, der på undersiden og lemmerne går over i blegt brungul. Hunner er mindre end hanner og er blågrå med et brunt skær, lysegrå på undersiden, selvom hunner i tørre områder i højere grad ligner hanner.
Den røde kæmpekængurus ben fungerer meget lig en elastik, hvor akillessenen strækkes, når dyret lander, for derpå at afgive sin energi så dyret løftes op og frem, hvilket muliggør de karakteristiske hop. Hanner kan i et enkelt spring hoppe 9 meter, hvorunder den kan nå en højde på 1,8-3 meter over jorden, men gennemsnittet er dog 1,2-1,9 meter.
Hanner er som fuldvoksne 1,3-1,6 meter lange med en hale, der føjer yderligere 1,0-1,2 meter til den totale længde. Hunner er betydeligt mindre med en længde på 85-105 centimeter og en hale på 65-85 centimeter. Hunner kan veje fra 18 til 40 kg, mens hanner med en vægt på 55 til 90 kg typisk vejer omkring dobbelt så meget. Når en rød kæmpekænguru står oprejst, måler den i gennemsnit 1,5 meter i højden. Store dyr kan måle mere end 1,8 meter i højden. Den største sikkert målte højde er 2,1 meter med en vægt på 91 kg.

## Føde
Den røde kæmpekænguru er planteæder. Hovedparten af dens føde er græs, derudover æder den blade og bark. Maven er delt i flere afsnit og i fordøjelseskanalen findes specielle mikroorganismer, for at hjælpe med optagelsen af den svært fordøjelige føde. Den behøver meget lidt vand og kan overleve i længere tid uden at drikke.